# Хебей (футбольний клуб)
ФК «Хебей» (кит.: 河北华夏幸福足球俱乐部), раніше відомий як «Хебей Чайна Форчун» — китайський футбольний клуб з Ціньхуандао, заснований у 2010 році. Виступав в Суперлізі. Домашні матчі приймав на стадіоні «Ланфан», потужністю 30 000 глядачів.

## Історія
Команда була заснована 28 травня 2010 року компанією «Хебей Чжунцю Груп». У 2011 році клуб зареєструвався для участі в третьому дивізіоні під назвою «Хебей Іліньшаньчжуан». На груповій стадії команда посіла 5-е місце і не вийшла в серію плей-оф. 17 жовтня 2011 права на клуб повністю перейшли до «Хебей Чжунцю Груп», а гравці, які залучалися для участі в матчах від Футбольної асоціації провінції Хебей, офіційно стали гравцями іншого клубу, Молодіжної команди провінції Хебей. У сезоні 2012 клуб зі спонсорських причин став називатися «Хебей Чжунці». У Північній групі команда з результатом 18 перемог, 5 нічиїх і 1 поразка посіла перше місце і вийшла в плей-оф, проте за правилом гола в гостях на чвертьфінальній стадії поступилася «Хубей Хуакаєр», хоча серія з двох матчів закінчилася з рахунком 1:1. Тим не менш вже наступного року команді вдалося посісти 2 місце і вийти до Першої ліги.
27 січня 2015 року вони змінили назву команди на «Хебей Чайна Форчун» після того, як їх придбала компанія China Fortune Land Development. Того ж дня сербський менеджер Радомир Антич підписав з клубом трирічний контракт. За підсумками сезону 2015 року команда посіла друге місце у Першій лізі Китаю та вийшла до Суперліги.
У зимове трансферне вікно 2016 року, коли безліч клубів китайської Суперліги і Першої ліги за великі гроші переманювали відомих і навіть зіркових гравців. У клуб прийшли Стефан Мбіа (як вільний агент), Жервіньйо (з «Роми» за 18 млн євро) і Есек'єль Лавессі (з «ПСЖ» за 5,5 млн євро).
16 серпня 2016 року команду очолив відомий тренер Мануель Пеллегріні, який працював з колективом до 19 травня 2018 року.